# Klasyfikacja medalowa Letnich Igrzysk Olimpijskich 1908
Letnie Igrzyska Olimpijskie 1908 (IV Letnie Igrzyska Olimpijskie) były międzynarodowym wydarzeniem sportowym, które odbyło się w dniach 27 kwietnia – 13 lipca 1908 roku w Londynie. Początkowo to Rzym miał być gospodarzem LIO 1908, jednak z powodu erupcji Wezuwiusza igrzyska przeniesiono do Londynu.
Dwadzieścia dwa kraje reprezentowało 2024 sportowców (1980 mężczyzn i 44 kobiety) występujących w 24 dyscyplinach. Program sportowy został rozbudowany aż do 24 dyscyplin (o sześć więcej, niż na poprzednich igrzyskach w Saint Louis), m.in. tak egzotycznych jak jeu de paume, rackets czy sport motorowodny, które po tym debiucie już nigdy nie wróciły do programu olimpijskich zmagań.
Trzy kraje uczestniczyły w igrzyskach po raz pierwszy: Australazja, Islandia oraz Finlandia.
Najwięcej medali zdobyli reprezentanci gospodarzy, których dorobek w sumie wyniósł 56 złotych medali, 51 srebrnych i 39 brązowych, zaś indywidualnie najwięcej medali zdobyli: Brytyjczycy Henry Taylor, Ben Jones, Josiah Ritchie, Ted Ranken, Amerykanie Mel Sheppard i Martin Sheridan oraz Szwed Oscar Swahn (wszyscy zdobyli po trzy medale). Natomiast najwięcej złotych medali wywalczyli Henry Taylor i Martin Sheridan (3 złote medale).
Cztery kraje po raz pierwszy w swojej historii zdobyły medale olimpijskie. Dla RPA w lekkoatletyce złoto zdobył Reggie Walker, a brąz Charles Hefferon. Dla Imperium Rosyjskiego złoty medal w łyżwiarstwie figurowym zdobył Nikołaj Panin, a dwa srebrne medale zdobyli zapaśnicy: Nikołaj Orłow i Aleksandr Pietrow. Dla Finlandii złoty medal w zapasach zdobył Verner Weckman, srebrny medal zdobył inny zapaśnik Yrjö Saarela, zaś brązowy medal zdobyła drużyna gimnastyczna składająca się z 26 zawodników. Ponadto brązowe medale zdobyli Verner Järvinen w lekkoatletyce i Arvo Lindén w zapasach. Dla Australazji złoty medal zdobyła australijska drużyna rugbystów, a pozostałe cztery medale zdobyli Australijczycy Frank Beaurepaire, który zdobył dwa medale w pływaniu (srebrny i brązowy), Snowy Baker, który zdobył srebro w boksie, oraz Nowozelandczyk Harry Kerr, który zdobył brąz w lekkoatletyce.
Medale olimpijskie zaprojektował Australijczyk Edgar Bertram Mackennal, zaś dyplomy John Bernard Partridge.

## Tabele medalowe
Poniżej znajdują się tabele medalowe Letnich Igrzysk Olimpijskich 1908 bazujące na wyliczeniach Międzynarodowego Komitetu Olimpijskiego. Ranking jest posortowany według liczby złotych medali, następnie brano pod uwagę srebrne i brązowe. Jeżeli dwa lub więcej krajów zdobyło tyle samo medali mają tę samą pozycję w rankingu i są umieszczone w tabeli w porządku alfabetycznym. Źródłem informacji jest MKOL, ale ta organizacja nie prowadzi ani nie popiera prowadzenia jakichkolwiek rankingów.

### Klasyfikacja państwowa
Legenda:
     Organizator igrzysk (Wielka Brytania)
| Miejsce | Państwo              | Złoto | Srebro | Brąz | Razem |
| ------- | -------------------- | ----- | ------ | ---- | ----- |
| 1.      | Wielka Brytania      | 56    | 51     | 39   | 146   |
| 2.      | Stany Zjednoczone    | 23    | 12     | 12   | 47    |
| 3.      | Szwecja              | 8     | 6      | 11   | 25    |
| 4.      | Francja              | 5     | 5      | 9    | 19    |
| 5.      | Cesarstwo Niemieckie | 3     | 5      | 5    | 13    |
| 6.      | Węgry                | 3     | 4      | 2    | 9     |
| 7.      | Kanada               | 3     | 3      | 10   | 16    |
| 8.      | Norwegia             | 2     | 3      | 3    | 8     |
| 9.      | Włochy               | 2     | 2      | 0    | 4     |
| 10.     | Belgia               | 1     | 5      | 2    | 8     |
| 11.     | Australazja          | 1     | 2      | 2    | 5     |
| 12.     | Rosja                | 1     | 2      | 0    | 3     |
| 13.     | Wlk. Ks. Finlandii   | 1     | 1      | 3    | 5     |
| 14.     | Kolonia Przylądkowa  | 1     | 1      | 0    | 2     |
| 15.     | Grecja               | 0     | 3      | 1    | 4     |
| 16.     | Dania                | 0     | 2      | 3    | 5     |
| 17.     | Holandia             | 0     | 0      | 2    | 2     |
| 17.     | Królestwo Czech      | 0     | 0      | 2    | 2     |
| 19.     | Cesarstwo Austrii    | 0     | 0      | 1    | 1     |
|         | RAZEM                | 110   | 107    | 107  | 324   |

## Klasyfikacja państwowa według dyscyplin

### Boks
Zawody w boksie rozpoczęły się 27 października i zakończyły się tego samego dnia. O medale walczyło 42 zawodników z 4 krajów w 5 konkurencjach.
Najwięcej medali zdobyli bokserzy z Wielkiej Brytanii (14 medali). Dwie reprezentacje zdobyły przynajmniej jeden medal. Zwycięzcami klasyfikacji medalowej zostali reprezentanci Wielkiej Brytanii, przed Australazją.
| Klasyfikacja medalowa |                 |       |        |      |       |        |
| Lp.                   | Państwo         | złoto | srebro | brąz | razem | Źródło |
| 1                     | Wielka Brytania | 5     | 4      | 5    | 14    | [ 16 ] |
| 2                     | Australazja     | 0     | 1      | 0    | 1     | [ 17 ] |
| Łącznie               | Łącznie         | 5     | 5      | 5    | 15    | [ 18 ] |

### Gimnastyka
Zawody w gimnastyce rozpoczęły się 14 lipca, a zakończyły się 16 lipca. O medale walczyło 325 zawodników z 13 krajów w 2 konkurencjach.
Wszystkie 6 reprezentacji, które zdobyły medal, zdobyło po jednym medalu, a zwycięzcami klasyfikacji medalowej zostali ex aequo Włosi i Szwedzi, przed sklasyfikowanymi ex aequo Brytyjczykami i Norwegami.
| Klasyfikacja medalowa |                 |       |        |      |       |        |
| Lp.                   | Państwo         | złoto | srebro | brąz | razem | Źródło |
| 1                     | Szwecja         | 1     | 0      | 0    | 1     | [ 20 ] |
| 1                     | Włochy          | 1     | 0      | 0    | 1     | [ 21 ] |
| 3                     | Norwegia        | 0     | 1      | 0    | 1     | [ 22 ] |
| 3                     | Wielka Brytania | 0     | 1      | 0    | 1     | [ 23 ] |
| 5                     | Finlandia       | 0     | 0      | 1    | 1     | [ 24 ] |
| 5                     | Francja         | 0     | 0      | 1    | 1     | [ 25 ] |
| Łącznie               | Łącznie         | 2     | 2      | 2    | 6     | [ 26 ] |

### Hokej na trawie
Zawody w hokeju na trawie rozpoczęły się 29 października, a zakończyły się 31 października. O medale walczyło 68 zawodników z 3 krajów.
Wszystkie miejsca na podium zajęły drużyny z Wielkiej Brytanii. Dwie drużyny brytyjskie zajęły ex aequo trzecie miejsce, tak więc w tej konkurencji cztery drużyny otrzymały medale.
| Klasyfikacja medalowa |                 |       |        |      |       |        |
| Lp.                   | Państwo         | złoto | srebro | brąz | razem | Źródło |
| 1                     | Wielka Brytania | 1     | 1      | 2    | 4     | [ 28 ] |
| Łącznie               | Łącznie         | 1     | 1      | 2    | 4     | [ 29 ] |

### Jeu de paume
Zawody w jeu de paume rozpoczęły się 18 maja a zakończyły się 23 maja. O medale walczyło 11 zawodników z 2 krajów.
Najwięcej medali zdobyli Brytyjczycy (2 medale). Zwycięzcami klasyfikacji medalowej zostali reprezentanci Stanów Zjednoczonych, przed Wielką Brytanią.
| Klasyfikacja medalowa |                   |       |        |      |       |        |
| Lp.                   | Państwo           | złoto | srebro | brąz | razem | Źródło |
| 1                     | Stany Zjednoczone | 1     | 0      | 0    | 1     | [ 31 ] |
| 2                     | Wielka Brytania   | 0     | 1      | 1    | 2     | [ 32 ] |
| Łącznie               | Łącznie           | 1     | 1      | 1    | 3     | [ 33 ] |

### Kolarstwo
Zawody w kolarstwie rozpoczęły się 13 lipca, a zakończyły się 18 lipca. O medale walczyło 97 zawodników z 11 krajów w 6 konkurencjach.
Najwięcej medali zdobyli Brytyjczycy (9 medali), zaś indywidualnie najwięcej medali zdobył Brytyjczyk Ben Jones (3 medale); 5 reprezentacji zdobyło medale, a zwycięzcami klasyfikacji medalowej zostali Brytyjczycy, przed Francuzami i Niemcami.
| Klasyfikacja medalowa |                      |       |        |      |       |        |
| Lp.                   | Państwo              | złoto | srebro | brąz | razem | Źródło |
| 1                     | Wielka Brytania      | 5     | 3      | 1    | 9     | [ 35 ] |
| 2                     | Francja              | 1     | 2      | 2    | 5     | [ 36 ] |
| 3                     | Cesarstwo Niemieckie | 0     | 1      | 1    | 2     | [ 37 ] |
| 4                     | Belgia               | 0     | 0      | 1    | 1     | [ 38 ] |
| 4                     | Kanada               | 0     | 0      | 1    | 1     | [ 39 ] |
| Łącznie               | Łącznie              | 6     | 6      | 6    | 18    | [ 40 ] |

### Lacrosse
Zawody w lacrosse rozpoczęły się 24 października i zakończyły się tego samego dnia. O złoty medal walczyło 24 zawodników z 2 krajów.
Zwyciężyła drużyna Kanady przed ekipą z Wielkiej Brytanii
| Klasyfikacja medalowa |                 |       |        |      |       |        |
| Lp.                   | Państwo         | złoto | srebro | brąz | razem | Źródło |
| 1                     | Kanada          | 1     | 0      | 0    | 1     | [ 42 ] |
| 2                     | Wielka Brytania | 0     | 1      | 0    | 1     | [ 43 ] |
| Łącznie               | Łącznie         | 1     | 1      | 0    | 2     | [ 44 ] |

### Lekkoatletyka
Zawody lekkoatletyczne rozpoczęły się 13 lipca, a zakończyły się 25 lipca. O medale walczyło 431 zawodników z 20 krajów w 26 konkurencjach.
Najwięcej medali zdobyli Amerykanie (34 medale) zaś indywidualnie najwięcej medali zdobyli Amerykanie Mel Sheppard i Martin Sheridan (oboje zdobyli po 3 medale) ; 13 reprezentacji zdobyło medale, a zwycięzcami klasyfikacji medalowej zostali Amerykanie, przed Brytyjczykami i Szwedami.
| Klasyfikacja medalowa |                            |       |        |      |       |        |
| Lp.                   | Państwo                    | złoto | srebro | brąz | razem | Źródło |
| 1                     | Stany Zjednoczone          | 16    | 10     | 8    | 34    | [ 46 ] |
| 2                     | Wielka Brytania            | 7     | 7      | 3    | 17    | [ 47 ] |
| 3                     | Szwecja                    | 2     | 0      | 3    | 5     | [ 48 ] |
| 4                     | Kanada                     | 1     | 1      | 4    | 6     | [ 49 ] |
| 5                     | Kolonia Przylądkowa Afryki | 1     | 1      | 0    | 2     | [ 50 ] |
| 6                     | Grecja                     | 0     | 3      | 0    | 3     | [ 51 ] |
| 7                     | Norwegia                   | 0     | 1      | 2    | 3     | [ 52 ] |
| 8                     | Cesarstwo Niemieckie       | 0     | 1      | 1    | 2     | [ 53 ] |
| 8                     | Francja                    | 0     | 1      | 1    | 2     | [ 54 ] |
| 8                     | Węgry                      | 0     | 1      | 1    | 2     | [ 55 ] |
| 11                    | Włochy                     | 0     | 1      | 0    | 1     | [ 56 ] |
| 12                    | Australazja                | 0     | 0      | 1    | 1     | [ 57 ] |
| 12                    | Finlandia                  | 0     | 0      | 1    | 1     | [ 58 ] |
| Łącznie               | Łącznie                    | 27    | 27     | 25   | 79    | [ 59 ] |

### Łucznictwo
Zawody w łucznictwie rozpoczęły się 17 lipca, a zakończyły się dzień później. O medale walczyło 57 zawodników (32 mężczyzn i 25 kobiet) z 3 krajów w 3 konkurencjach.
Najwięcej medali zdobyli Brytyjczycy (5). Zwycięzcami klasyfikacji medalowej zostali Brytyjczycy, przed Francuzami i Amerykanami.
| Klasyfikacja medalowa |                   |       |        |      |       |        |
| Lp.                   | Państwo           | złoto | srebro | brąz | razem | Źródło |
| 1                     | Wielka Brytania   | 2     | 2      | 1    | 5     | [ 61 ] |
| 2                     | Francja           | 1     | 1      | 1    | 3     | [ 62 ] |
| 3                     | Stany Zjednoczone | 0     | 0      | 1    | 1     | [ 63 ] |
| Łącznie               | Łącznie           | 3     | 3      | 3    | 9     | [ 64 ] |

### Łyżwiarstwo figurowe
Zawody w łyżwiarstwie figurowym rozpoczęły się 28 października, a zakończyły się dzień później. O medale walczyło 21 zawodników (14 mężczyzn, 7 kobiet) z 6 krajów w 4 konkurencjach.
Najwięcej medali zdobyli Brytyjczycy (6 medali), zaś indywidualnie najwięcej medali zdobyła Brytyjka Madge Syers-Cave (2 medale); 4 reprezentacje zdobyły medale, a zwycięzcami klasyfikacji medalowej zostali Brytyjczycy, przed Szwedami i Niemcami.
| Klasyfikacja medalowa |                      |       |        |      |       |        |
| Lp.                   | Państwo              | złoto | srebro | brąz | razem | Źródło |
| 1                     | Wielka Brytania      | 1     | 2      | 3    | 6     | [ 66 ] |
| 2                     | Szwecja              | 1     | 1      | 1    | 3     | [ 67 ] |
| 3                     | Cesarstwo Niemieckie | 1     | 1      | 0    | 2     | [ 68 ] |
| 4                     | Rosja                | 1     | 0      | 0    | 1     | [ 69 ] |
| Łącznie               | Łącznie              | 4     | 4      | 4    | 12    | [ 70 ] |

### Piłka nożna
Zawody w piłce nożnej rozpoczęły się 19 października, a zakończyły się 24 października. O medale walczyło 72 zawodników z 5 krajów.
Pierwsze miejsce zajęli Brytyjczycy przed Danią i Holandią.
| Klasyfikacja medalowa |                 |       |        |      |       |        |
| Lp.                   | Państwo         | złoto | srebro | brąz | razem | Źródło |
| 1                     | Wielka Brytania | 1     | 0      | 0    | 1     | [ 72 ] |
| 2                     | Dania           | 0     | 1      | 0    | 1     | [ 73 ] |
| 3                     | Holandia        | 0     | 0      | 1    | 1     | [ 74 ] |
| Łącznie               | Łącznie         | 1     | 1      | 1    | 3     | [ 75 ] |

### Piłka wodna
Zawody w piłce wodnej rozpoczęły się 15 lipca, a zakończyły się 19 lipca. O medale walczyło 28 zawodników z 4 krajów.
Pierwsze miejsce zajęli Brytyjczycy przed Belgią i Szwecją.
| Klasyfikacja medalowa |                 |       |        |      |       |        |
| Lp.                   | Państwo         | złoto | srebro | brąz | razem | Źródło |
| 1                     | Wielka Brytania | 1     | 0      | 0    | 1     | [ 77 ] |
| 2                     | Belgia          | 0     | 1      | 0    | 1     | [ 78 ] |
| 3                     | Szwecja         | 0     | 0      | 1    | 1     | [ 79 ] |
| Łącznie               | Łącznie         | 1     | 1      | 1    | 3     | [ 80 ] |

### Pływanie

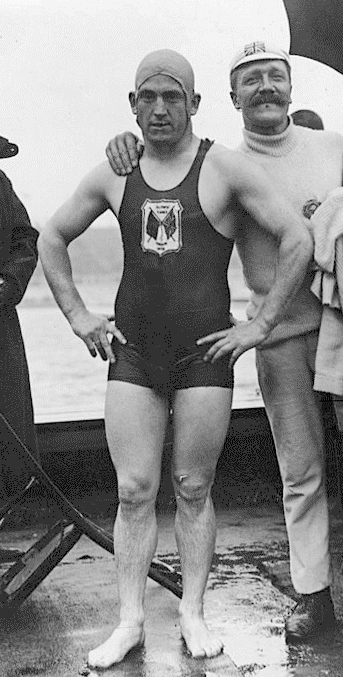
Trzykrotny złoty medalista Henry Taylor

Zawody w pływaniu rozpoczęły się 13 lipca, a zakończyły się 25 lipca. O medale walczyło 100 zawodników z 13 krajów w 6 konkurencjach.
Najwięcej medali zdobyli Brytyjczycy (7 medali) zaś indywidualnie najwięcej medali zdobył Brytyjczyk Henry Taylor (3 medale) ; 8 reprezentacji zdobyło medale, a zwycięzcami klasyfikacji medalowej zostali Brytyjczycy, przed Amerykanami i Niemcami.
| Klasyfikacja medalowa |                      |       |        |      |       |        |
| Lp.                   | Państwo              | złoto | srebro | brąz | razem | Źródło |
| 1                     | Wielka Brytania      | 4     | 2      | 1    | 7     | [ 82 ] |
| 2                     | Stany Zjednoczone    | 1     | 0      | 1    | 2     | [ 83 ] |
| 3                     | Cesarstwo Niemieckie | 1     | 0      | 0    | 1     | [ 84 ] |
| 4                     | Węgry                | 0     | 2      | 0    | 2     | [ 85 ] |
| 5                     | Australazja          | 0     | 1      | 1    | 2     | [ 86 ] |
| 6                     | Dania                | 0     | 1      | 0    | 1     | [ 87 ] |
| 7                     | Szwecja              | 0     | 0      | 2    | 2     | [ 88 ] |
| 8                     | Cesarstwo Austrii    | 0     | 0      | 1    | 1     | [ 89 ] |
| Łącznie               | Łącznie              | 6     | 6      | 6    | 18    | [ 90 ] |

### Polo
Zawody w polo rozpoczęły się 18 czerwca, a zakończyły się 21 czerwca. O medale walczyło 12 zawodników z 1 kraju.
Wszystkie miejsca na podium zajęły drużyny z Wielkiej Brytanii. Dwie drużyny zostały sklasyfikowane na drugim miejscu. Nie przyznano brązowych medali.
| Klasyfikacja medalowa |                 |       |        |      |       |        |
| Lp.                   | Państwo         | złoto | srebro | brąz | razem | Źródło |
| 1                     | Wielka Brytania | 1     | 2      | 0    | 3     | [ 92 ] |
| Łącznie               | Łącznie         | 1     | 2      | 0    | 3     | [ 93 ] |

### Przeciąganie liny
Zawody w przeciąganiu liny rozpoczęły się 17 lipca, a zakończyły się dzień później. O medale walczyło 40 zawodników z 3 krajów.
Wszystkie miejsca na podium zajęły drużyny z Wielkiej Brytanii, a tym samym zwyciężyli w klasyfikacji medalowej.
| Klasyfikacja medalowa |                 |       |        |      |       |        |
| Lp.                   | Państwo         | złoto | srebro | brąz | razem | Źródło |
| 1                     | Wielka Brytania | 1     | 1      | 1    | 3     | [ 95 ] |
| Łącznie               | Łącznie         | 1     | 1      | 1    | 3     | [ 96 ] |

### Rackets

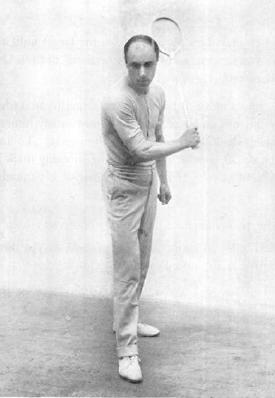
Mistrz olimpijski w deblu, Brytyjczyk Vane Pennell

Zawody w rackets rozpoczęły się 27 kwietnia, a zakończyły się 1 maja. O medale walczyło 7 zawodników z 1 kraju.
Wszystkie miejsca na podium zajęły drużyny z Wielkiej Brytanii, a tym samym zwyciężyli w klasyfikacji medalowej.
| Klasyfikacja medalowa |                 |       |        |      |       |        |
| Lp.                   | Państwo         | złoto | srebro | brąz | razem | Źródło |
| 1                     | Wielka Brytania | 2     | 2      | 2    | 6     | [ 98 ] |
| Łącznie               | Łącznie         | 2     | 2      | 2    | 6     | [ 99 ] |

### Rugby union
Zawody w rugby odbyły się 26 października. O złoty medal walczyło 30 zawodników z 2 krajów.
Zwyciężyła drużyna Australazji przed zespołem z Wielkiej Brytanii.
| Klasyfikacja medalowa |                 |       |        |      |       |         |
| Lp.                   | Państwo         | złoto | srebro | brąz | razem | Źródło  |
| 1                     | Australazja     | 1     | 0      | 0    | 1     | [ 101 ] |
| 2                     | Wielka Brytania | 0     | 1      | 0    | 1     | [ 102 ] |
| Łącznie               | Łącznie         | 1     | 1      | 0    | 2     | [ 103 ] |

### Skoki do wody
Zawody w skokach do wody rozpoczęły się 14 lipca, a zakończyły się 24 lipca. O medale walczyło 39 zawodników z 9 krajów w 2 konkurencjach.
Najwięcej medali zdobyli Niemcy i Szwedzi (po 3 medale). Zwycięzcami klasyfikacji medalowej zostali ex aequo Niemcy i Szwedzi, przed Amerykanami.
| Klasyfikacja medalowa |                      |       |        |      |       |         |
| Lp.                   | Państwo              | złoto | srebro | brąz | razem | Źródło  |
| 1                     | Cesarstwo Niemieckie | 1     | 1      | 1    | 5     | [ 105 ] |
| 1                     | Szwecja              | 1     | 1      | 1    | 3     | [ 106 ] |
| 3                     | Stany Zjednoczone    | 0     | 0      | 1    | 1     | [ 107 ] |
| Łącznie               | Łącznie              | 2     | 2      | 3    | 7     | [ 108 ] |

### Sporty motorowodne
Zawody w sportach motorowodnych rozpoczęły się 28 sierpnia a zakończyły się dzień później. O medale walczyło 14 zawodników (13 mężczyzn, 1 kobieta) z 2 państw w 3 konkurencjach.
Najwięcej medali zdobyli Brytyjczycy, którzy zwyciężyli w klasyfikacji medalowej przed Francją.
| Klasyfikacja medalowa |                 |       |        |      |       |         |
| Lp.                   | Państwo         | złoto | srebro | brąz | razem | Źródło  |
| 1                     | Wielka Brytania | 2     | 0      | 0    | 2     | [ 110 ] |
| 2                     | Francja         | 1     | 0      | 0    | 1     | [ 111 ] |
| Łącznie               | Łącznie         | 3     | 0      | 0    | 3     | [ 112 ] |

### Strzelectwo
Zawody w strzelectwie rozpoczęły się 8 lipca, a zakończyły się 11 lipca. O medale walczyło 215 zawodników z 14 krajów w 15 konkurencjach.
Najwięcej medali zdobyli Brytyjczycy (21 medali) zaś indywidualnie najwięcej medali zdobyli Brytyjczyk Ted Ranken i Szwed Oscar Swahn (oboje zdobyli po 3 medale) ; 8 reprezentacji zdobyło medale, a zwycięzcami klasyfikacji medalowej zostali Brytyjczycy, przed Amerykanami i Szwedami.
| Klasyfikacja medalowa |                   |       |        |      |       |         |
| Lp.                   | Państwo           | złoto | srebro | brąz | razem | Źródło  |
| 1                     | Wielka Brytania   | 6     | 7      | 8    | 21    | [ 114 ] |
| 2                     | Stany Zjednoczone | 3     | 2      | 1    | 6     | [ 115 ] |
| 3                     | Szwecja           | 2     | 2      | 1    | 5     | [ 116 ] |
| 4                     | Norwegia          | 2     | 0      | 1    | 3     | [ 117 ] |
| 5                     | Kanada            | 1     | 2      | 1    | 4     | [ 118 ] |
| 6                     | Belgia            | 1     | 2      | 0    | 3     | [ 119 ] |
| 7                     | Francja           | 0     | 0      | 2    | 2     | [ 120 ] |
| 8                     | Grecja            | 0     | 0      | 1    | 1     | [ 121 ] |
| Łącznie               | Łącznie           | 15    | 15     | 15   | 45    | [ 122 ] |

### Szermierka
Zawody w szermierce rozpoczęły się 17 lipca, a zakończyły się 24 lipca. O medale walczyło 131 zawodników z 14 krajów w 4 konkurencjach.
Najwięcej medali zdobyli Francuzi (4 medale); 6 reprezentacji zdobyło medale, a zwycięzcami klasyfikacji medalowej zostali Francuzi, przed Węgrami i sklasyfikowanym ex aequo reprezentacjom Włoch i Wielkiej Brytanii.
| Klasyfikacja medalowa |                 |       |        |      |       |         |
| Lp.                   | Państwo         | złoto | srebro | brąz | razem | Źródło  |
| 1                     | Francja         | 2     | 1      | 1    | 4     | [ 124 ] |
| 2                     | Węgry           | 2     | 1      | 0    | 3     | [ 125 ] |
| 3                     | Wielka Brytania | 0     | 1      | 0    | 1     | [ 126 ] |
| 3                     | Włochy          | 0     | 1      | 0    | 1     | [ 127 ] |
| 5                     | Królestwo Czech | 0     | 0      | 2    | 2     | [ 128 ] |
| 6                     | Belgia          | 0     | 0      | 1    | 1     | [ 129 ] |
| Łącznie               | Łącznie         | 4     | 4      | 4    | 12    | [ 130 ] |

### Tenis ziemny
Zawody w tenisie ziemnym rozpoczęły się 6 maja, a zakończyły się 11 lipca. O medale walczyło 50 zawodników (40 mężczyzn i 10 kobiet) z 10 krajów w 3 konkurencjach.
Najwięcej medali zdobyli Brytyjczycy (15 medali) zaś indywidualnie najwięcej medali zdobył Brytyjczyk Josiah Ritchie (3 medale) ; 3 reprezentacje zdobyło medale, a zwycięzcami klasyfikacji medalowej zostali Brytyjczycy, przed Niemcami i Szwedami.
| Klasyfikacja medalowa |                      |       |        |      |       |         |
| Lp.                   | Państwo              | złoto | srebro | brąz | razem | Źródło  |
| 1                     | Wielka Brytania      | 6     | 5      | 4    | 15    | [ 132 ] |
| 2                     | Cesarstwo Niemieckie | 0     | 1      | 0    | 1     | [ 133 ] |
| 3                     | Szwecja              | 0     | 0      | 2    | 2     | [ 134 ] |
| Łącznie               | Łącznie              | 6     | 6      | 6    | 18    | [ 135 ] |

### Wioślarstwo
Zawody w wioślarstwie rozpoczęły się 28 lipca, a zakończyły się 31 lipca. O medale walczyło 81 zawodników z 8 krajów w 4 konkurencjach.
Najwięcej medali zdobyli gospodarze (8 medali); 6 reprezentacji zdobyło medale, a zwycięzcami klasyfikacji medalowej zostali Brytyjczycy, przed Belgami i Kanadą.
| Klasyfikacja medalowa |                      |       |        |      |       |         |
| Lp.                   | Państwo              | złoto | srebro | brąz | razem | Źródło  |
| 1                     | Wielka Brytania      | 4     | 3      | 1    | 8     | [ 137 ] |
| 2                     | Belgia               | 0     | 1      | 0    | 1     | [ 138 ] |
| 3                     | Kanada               | 0     | 0      | 3    | 3     | [ 139 ] |
| 4                     | Cesarstwo Niemieckie | 0     | 0      | 2    | 2     | [ 140 ] |
| 5                     | Holandia             | 0     | 0      | 1    | 1     | [ 141 ] |
| 5                     | Węgry                | 0     | 0      | 1    | 1     | [ 142 ] |
| Łącznie               | Łącznie              | 4     | 4      | 8    | 16    | [ 143 ] |

### Zapasy
Zawody w zapasach rozpoczęły się 20 lipca, a zakończyły się 25 lipca. O medale walczyło 115 zawodników z 15 krajów w 9 konkurencjach.
Najwięcej medali zdobyli Brytyjczycy (11 medali) zaś indywidualnie najwięcej medali zdobył reprezentant gospodarzy George de Relwyskow (2 medale) ; 10 reprezentacji zdobyło medale, a zwycięzcami klasyfikacji medalowej zostali Brytyjczycy, przed Amerykanami i Finami.
| Klasyfikacja medalowa |                   |       |        |      |       |         |
| Lp.                   | Państwo           | złoto | srebro | brąz | razem | Źródło  |
| 1                     | Wielka Brytania   | 3     | 4      | 4    | 11    | [ 145 ] |
| 2                     | Stany Zjednoczone | 2     | 0      | 0    | 2     | [ 146 ] |
| 3                     | Finlandia         | 1     | 1      | 1    | 3     | [ 147 ] |
| 4                     | Szwecja           | 1     | 1      | 0    | 2     | [ 148 ] |
| 5                     | Węgry             | 1     | 0      | 0    | 1     | [ 149 ] |
| 5                     | Włochy            | 1     | 0      | 0    | 1     | [ 150 ] |
| 7                     | Rosja             | 0     | 2      | 0    | 2     | [ 151 ] |
| 8                     | Norwegia          | 0     | 1      | 0    | 1     | [ 152 ] |
| 9                     | Dania             | 0     | 0      | 3    | 3     | [ 153 ] |
| 10                    | Kanada            | 0     | 0      | 1    | 1     | [ 154 ] |
| Łącznie               | Łącznie           | 9     | 9      | 9    | 27    | [ 155 ] |

### Żeglarstwo
Zawody w żeglarstwie rozpoczęły się 27 lipca, a zakończyły się 12 sierpnia. O medale walczyło 64 zawodników (63 mężczyzn, 1 kobieta) z 5 krajów w 4 konkurencjach.
Najwięcej medali zdobyli Brytyjczycy (6 medali); 4 reprezentacje zdobyły medale, a zwycięzcami klasyfikacji medalowej zostali Brytyjczycy, przed sklasyfikowanymi ex aequo Belgami i Szwedami.
| Klasyfikacja medalowa |                 |       |        |      |       |         |
| Lp.                   | Państwo         | złoto | srebro | brąz | razem | Źródło  |
| 1                     | Wielka Brytania | 4     | 1      | 1    | 6     | [ 157 ] |
| 2                     | Belgia          | 0     | 1      | 0    | 1     | [ 158 ] |
| 2                     | Szwecja         | 0     | 1      | 0    | 1     | [ 159 ] |
| 4                     | Francja         | 0     | 0      | 1    | 1     | [ 160 ] |
| Łącznie               | Łącznie         | 4     | 3      | 2    | 9     | [ 161 ] |